# 월아산
월아산(月牙山)은 대한민국 경상남도 진주시에 있는 산이다.
달이 떠오르는 모양을 한 산이라는 의미이고, 일명 달음산이라고도 한다. 임진왜란 때 김덕령이 목책성(木柵城)을 쌓고 왜적을 무찌르는 본영으로 삼았다는 곳이다.
1986년 3월 6일 도시자연공원으로 지정되었다.

## 같이 보기
- 한국의 산